# جولي سميث (منافسة ألعاب القوى)
جولي سميث (بالإنجليزية: Julie Smith)‏ هي منافسة ألعاب القوى أسترالية، ولدت في 19 نوفمبر 1982.